# Platystele umbellata
Platystele umbellata là một loài thực vật có hoa trong họ Lan. Loài này được P.Ortiz miêu tả khoa học đầu tiên năm 1977.